# Севастопольское военно-морское училище береговой обороны ВМФ имени ЛКСМУ
Севастопольское Военно-Морское училище Береговой обороны ВМС РККА имени ЛКСМУ (ВМУ БО ВМФ имени ЛКСМУ) — ныне не существующее среднее военное учебное заведение СССР, существовавшее с 1931 и с реорганизациями до 1958 года. Курсанты и преподаватели училища приняли участие в сражениях Великой Отечественной войны, в обороне Севастополя и битве за Кавказ. В разное время также именовалось: с 1936 года Военно-Морское артиллерийское училище имени ЛКСМУ, с 1940 снова ВМУ БО ВМФ имени ЛКСМУ, с 1944 года во Владивостоке Краснознаменное училище береговой обороны ВМФ имени ЛКСМУ (КУБО ВМФ имени ЛКСМУ), с 1946 года в Риге Краснознаменное артиллерийское училище береговой обороны ВМФ. С 28 сентября 1954 года было преобразовано в Высшее учебное заведение. В 1958 году было выведено из подчинения ВМФ СССР и преобразовано в Рижское высшее Краснознаменное артиллерийское инженерное училище.

## Организация училища
После Гражданской войны подготовка кадров береговой артиллерии осуществлялась в ВМУ имени М. В. Фрунзе в Ленинграде и в Одесской артиллерийской школе в отделе Береговой артиллерии. 
Большим недостатком была текучесть командных кадров. Окончившие Одесскую артиллерийскую школу считали службу в береговой артиллерии бесперспективной и стремились в полевую артиллерию. 
Однако потребность в офицерах артиллеристах полностью не удовлетворялась и подготовка в артиллерийской школе не учитывала всей специфики береговой артиллерии. В январе 1925 года совещание у начальника ВМС РККА решило: «Отдел Береговой артиллерии Одесской артиллерийской школы перевести в течение летних месяцев в город Севастополь, развернув его в Военно-Морское училище Береговой Обороны (ВМУ БО), передав его в подчинение управлению Военно-Морских учебных заведений (ВМУЗ), а также провести в нём самую коренную реорганизацию …». По ряду причин решение по организации ВМУ БО затягивалось до 1931 года.
Постановлением РВС СССР № 334 от 18 апреля 1931 года за подписью К. Е. Ворошилова было организовано специальное Военно-Морское училище Береговой Обороны ВМС РККА в городе Севастополе. Начальником и одновременно комиссаром был назначен Семён Михайлович Райцен. Летом 1931 года состоялся первый набор курсантов из числа краснофлотцев Черноморского и Балтийского флотов, Днепровской флотилии, а также коммунистов и комсомольцев из среды рабочей и колхозной молодежи. Общеобразовательная подготовке курсантов оказалась неоднородной. Директивой Начальника управления ВМУЗ от 15 июня 1931 года были созданы подготовительные курсы при училище. Из Ленинградского ВМУ имени М. В. Фрунзе были переведены 100 курсантов, зачисленные на второй курс отдела береговой артиллерии.

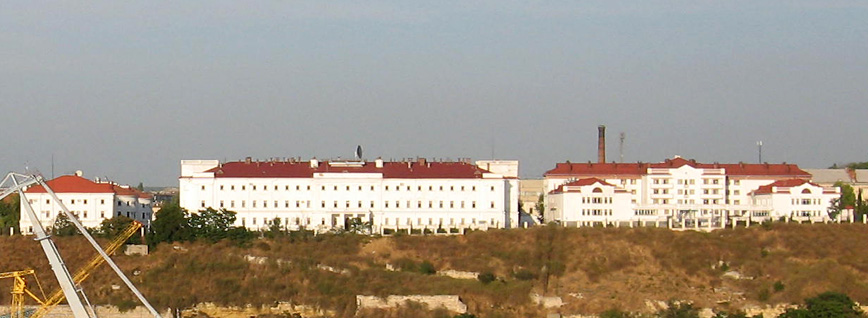
Севастополь, Лазаревские казармы

Училище начало свою деятельность на Корабельной стороне Севастополя в казармах бывшего 518-го Батумского полка которые не отвечали требованиям к учебному заведению. Позднее училище было перемещено в Лазаревские казармы над Южной бухтой. Уже в августе 1931 года было началось строительство нового учебного корпуса, в котором принимали участие и курсанты. Учебный год начался 1 октября 1931 года. К этому времени училище располагало минимально необходимой техникой, оборудованием и лабораторной базой. Летний палаточный лагерь училища располагался на Северной стороне города на высоком берегу моря. Здесь был оборудован спортивный городок, полигон для стрельбы из винтовок и пулеметов в лощине и учебная 45-мм артиллерийская батарея. Для обучения были установлены четыре 152-мм орудия.

## Учебный процесс до Великой Отечественной войны
Училище было организовано как многопрофильное. В нём готовили командиров-артиллеристов для береговых батарей, пиротехников — специалистов по морскому боеприпасу для арсеналов и береговых батарей, техников приборов управления стрельбой и химиков. В 1932 году был произведен ещё один специальный набор — комсомольский набор из гражданских институтов. Осенью 1933 года училищем был произведен первый выпуск со сроком обучения 2 года.
С 1934 года из артиллерии Главной базы были назначены учебными для ВМУ БО артиллерийская батарея № 14 (4 х 152 мм) и 35-я береговая башенная батарея. В июле 1934 года Приказом Наркома обороны СССР № 8, в честь 15-летия ЛКСМ Украины, училищу присвоено наименование Военно-Морское училище береговой обороны ВМС РККА имени ЛКСМУ.
В августе 1935 года училище посетил Начальник Морских сил В. М. Орлов. Результатом инспекции стало открытие в училище двух новых отделов: корабельных артиллеристов и вахтенных офицеров. Училище перешло на четырёхлетнюю программу подготовки. В январе 1936 года училище было переименовано в Военно-Морское артиллерийское училище имени ЛКСМУ. Был организован отдел зенитной артиллерии. В марте 1936 года Приказом Наркома обороны СССР № 01419 из училища на флоты было выпущено 233 лейтенанта.
Курсанты училищ Береговой обороны (БО) носили нарукавный знак в виде вышитых жёлтыми нитями скрещенных стволов орудий в ромбе из чёрного сукна размером диагоналей 6 × 9,5 см с жёлтой 2-мм окантовкой, расположенным бо́льшей диагональю вертикально.

### Репрессии преподавательского состава
В 1937 году начальник училища капитан 1-го ранга С. М. Райцен был арестован как враг народа и осужден на 2 года тюрьмы. По «делу Райцена» в августе 1937 года был арестован начальник политотдела училища полковой комиссар Павел Евсеевич Петров, исключен из партии и в 1938 году расстрелян. В 1956 году П. Е. Петров был реабилитирован. После ареста С. М. Райцена обязанности начальника училища короткое время исполнял начальник штаба училища капитан 2-го ранга Беспальчев К. А. Он тоже был арестован и осужден.
Короткое время в 1937 году ВМАУ имени ЛКСМУ возглавлял майор И. А. Большаков. ВРИО начальника училища Большаков И. А. добился придания училищу зенитного артиллерийского дивизиона на механической тяге в составе двух зенитных батарей калибра 85 и 76-мм и шести самолётов. В том же 1937 году около полугода училище возглавлял капитан 1-го ранга Кравченко Ф. И., который затем командовал линкором «Парижская коммуна». В 1938 году начальником училища был назначен капитан-лейтенант, а позже — капитан 2 ранга Карандасов П. Л., участник гражданской войны в Испании, награжденный двумя орденами Красного Знамени.
Летнюю практику курсанты 2, 3 и 4 курсов береговой артиллерии проходили на береговых батареях Черноморского и Балтийского флотов, а курсанты корабельной артиллерии — на кораблях Черноморского флота: линкоре «Парижская коммуна», крейсерах «Красный Крым», «Красный Кавказ» и учебном корабле «Очаков». Повысились результаты подготовки выпускников. В июле 1939 года государственные экзамены сдавали 181 человек, причем 180 курсантов сдали экзамены по первому и второму разрядам. В ноябре 1939 года при училище начали действовать 10 месячные курсы усовершенствования командного состава береговых батарей. В апреле 1940 года в училище было сформировано отделение (позже — отдел) связи, так как ВМУ связи имени Г. К. Орджоникидзе, в городе Ленинграде, переформировали в Высшее Военно-Морское гидрографическое училище. В июле 1940 года отдел вахтенных командиров из училища был передан в Севастопольское ВМУ (ныне ЧВВМУ имени П. С. Нахимова), а ВМАУ имени ЛКСМУ вновь переименовано в ВМУ БО ВМФ имени ЛКСМУ.
В ноябре 1940 года командованием ВМУЗ была проведена инспекторская проверка ВМУ БО, получившего хорошую оценку. Личный состав имел 1098 курсантов, в том числе 500 курсантов в отделе береговой артиллерии. 1 мая 1941 года училище отмечало десятилетие, на торжества прибыли выпускники разных лет. Основной набор курсантов в училище в 1941 году составил 200 человек.

## Участие преподавателей и курсантов в обороне Севастополя
Около часа ночи 22 июня 1941 года штабом Береговой обороны был получен приказ о переводе частей на оперативную готовность № 1. С первого дня войны ВМУ БО имени ЛКСМУ находится на военном положении. 12 июля 1941 года приказом начальника Севастопольского гарнизона «Об организации обороны Главной базы и отражении нападения десанта противника с суши и с воздуха» руководство обороной Городского участка было возложено на начальника ВМУ БО капитана 2-го ранга П. Л. Карандасова. Усиливались караулы по охране училища и объектов флота. Ежесуточно команды курсантов отправлялись на патрулирование города. Курсанты, продолжая учёбу, отражали воздушные налеты, принимали участие в боевом тралении мин. Старшекурсники привлекались на береговые батареи для ускоренного обучения матросов, призванных из запаса. На крыше казармы курсанты несли дежурство у счетверенного зенитного пулемета «Максим» и на посту ВНОС.

Полковник Потапов А. С. (1904-1966)

Капитан 1-го ранга Баранов Н. Ф. — вспоминал: «С первых дней войны программа нашего обучения была серьёзно скорректирована для ускоренного обучения стрелкового оружия, интенсивной огневой подготовки, тактики ведения боя в полевых условиях, использования минометов, артиллерии, гранат и бутылок с зажигательной смесью при отражении возможного нападения врага, как с моря, так и с суши. Все это, разумеется, вскоре не просто пригодилось — это помогло нам достойно встретить врага на подступах к Севастополю, да и вообще — попросту выстоять и выжить.».
В июле-августе 1941 года дополнительно было набрано 351 курсант. Дополнительно по призыву военкоматы направили в училище 107 человек старшекурсников и выпускников различных вузов, которых свели в отдельную роту с ускоренным курсом обучения. В конце августа 1941 года в училище состоялся первый выпуск командиров-зенитчиков. Одновременно весь состав зенитного отдела (первый и второй курс) убыл в город Энгельс в училище ПВО ВМФ, где и продолжил обучение.
По призыву Военного Совета, в связи со сложившейся сложной обстановкой, 22 августа 1941  флота на защиту Одессы из училища была отправлена группа добровольцев из матросов, старшин и офицеров во главе с майором Потаповым А. С., преподавателем кафедры тактики. За образцовое выполнение задания майор Потапов А. С. был позднее награждён орденом Ленина.

### Отражение первого штурма
18 октября 11-я армия под командованием Э. фон Манштейна, прорвала укрепления на Перекопе и перешла в наступление по всему Крымскому перешейку. 51-я армия начала отходить на Керчь. После прорыва оборонительных рубежей основная ударная группа войск устремилась по дороге Джанкой-Симферополь, вторая механизированная группировка Циглера перерезала дорогу Симферополь-Бахчисарай-Севастополь, третья немецкая группировка преследовала отходившую Приморскую армию, пытаясь не допустить её отхода к Севастополю, четвёртая группировка преследовала 51-ю армию, отходившую на Керчь. Манштейн поставил задачу: захватить Севастополь сходу. Обстановка в Крыму и на подступах к Севастополю сложилась критическая.
На укрепление обороны были выделены силы флота в составе 8-й бригады морской пехоты, 2-го и 3-го морских полков, местного стрелкового полка и отдельных батальонов морской пехоты. Численность защитников составляла 22 тысячи человек. Врага встречали 10 батарей береговой обороны ЧФ (40 орудий различного калибра), 82 самолёта авиагруппы и корабли флота, а также бронепоезд «Железняков», которым командовал выпускник ВМУ БО капитан Г. А. Саакян.
Военный Совет флота решил создать импровизированное воинское подразделение морской пехоты, способное встретить натиск передовых отрядов немцев и румын, двигавшейся по дороге Симферополь — Севастополь. Приказом по училищу № 099 от 25.10.1941 года был сформирован полк, а позже отдельный курсантский батальон под командованием начальника училища капитана 2 ранга П. Л. Карандасова и начальника политотдела батальонного комиссара И. А. Рудика, хотя фактически комиссаром батальона стал комиссар училища полковой комиссар Б. Е. Вольфсон. Заместитель командующего Черноморским флотом по сухопутной обороне Главной базы ЧФ контр-адмирал Г. В. Жуков 29 октября ввел в Севастополе осадное положение.
Из воспоминаний полковника Вольфсона Б. Е.: "29 октября, в 12.00 Член Военного Совета флота дивизионный комиссар Кулаков Н. И. вызвал к себе начальника училища капитана 2 ранга П. Л. Карандасова и объявил ему решение Военного Совета Черноморского флота: «ВМУ БО прервать учёбу и отправиться на фронт, на дальние подступы к Севастополю. 30 октября 1941 года, в 8.00, батальону училища занять рубеж обороны под Бахчисараем. Перекрыть железнодорожную, полевые и шоссейную дороги, идущие от Симферополя, Бахчисарая и Дуванкоя на Севастополь. Эту боевую позицию удерживать до подхода частей Приморской армии. Наступающие передовые части противника на этом важном направлении уничтожать и не допустить к Севастополю. Разъяснить курсантам и командирам, что только особая обстановка потребовала от Военного Совета Черноморского флота послать училище на фронт». Перед выходом батальона начальник училища капитан 2 ранга П. Л. Карандасов на мотоцикле, вместе с начальником строевого отдела капитаном Дзиеришвили попал в аварию и был госпитализирован. Батальон (во многих документах - Курсантский полк Военно-морского училища береговой обороны имени ЛКСМУ) возглавили заместитель начальника училища по учебной части полковник Костышин Василий Андреевич, комиссар батальона — военком училища полковой комиссар Б. Е. Вольфсон, начальник штаба — майор Голубь В. И.
Состав курсантского полка (батальона)
Командир — заместитель начальника училища по учебной части полковник Костышин В. А., комиссар батальона — военком училища полковой комиссар Б. Е. Вольфсон, начальник штаба — майор Голубь В. И.
- Рота начальствующего состава — командир полковник Резник А. А.,
- 1-я стрелковая курсантская рота — капитан Компаниец П. П.,
- 2-я стрелковую курсантская рота — полковник Корнейчук А. М.,
- 3-я стрелковую курсантская рота — майор Демьянов В. С.,
- пулеметная курсантская рота — капитан Синюгин М. С.
- минометная курсантская рота — капитан Сабуров П. И.
- артиллерийская батарея № 213 76-мм — командир майор Малахов М. С.
- батарея 82-мм минометов

Период в составе действующей армии: 03.09.1941 — 28.10.1941.
Училище убыло на позиции в полном составе: курсанты первого курса — 658 человек, второго курса — 183 человека и постоянный состав — 330 человек: матросы кадровой команды, сверхсрочники, преподаватели, начальники и командиры. Общая численность батальона — 1171 человек. Прямо с плаца, взяв с собой ящики с патронами, гранаты, мины, минометы, ручные и станковые пулеметы, вещевые мешки с сухим пайком и личными вещами, бойцы батальона в ночь с 29 на 30 октября в пешем строю и на транспорте двумя колоннами начали выдвижение в район Бахчисарая. Первая пешая колонна состояла из роты начальствующего состава и пяти курсантских рот. Колонна из училища прибыла на причал Угольный. На барже была переправлена в портовый пункт Голландия, а дальше следовала пешком мимо Братского кладбища до 15-го километра Симферопольского шоссе. Колонну возглавлял полковник Костышин В. А. Вторая колонна состояла из учебной 3-х орудийной 76 мм артиллерийской батареи № 213 — командир майор Малахов М. С., взвода 107 мм минометов (2 миномета), батареи 82 мм минометов (4 миномета), саперного взвода, пункта боепитания, санитарной части, службы связи — начальник капитан-лейтенант Потапов Н. Ф., взвода связи — командир капитан Синютин В. И. и служб материального обеспечения. Колонна двигалась на автомашинах и тягачах по Лабораторному шоссе, через Инкерман, до 15-го километра Симферопольского шоссе, где соединилась с первой колонной. Её возглавлял начальник тыла батальона техник-интендант 1-го ранга М. Н. Козицкий. Первые подразделения батальона прибыли под Бахчисарай утром 30 октября, а последние — в середине дня.
Батальону были назначены позиции в 4-х км юго-западнее Бахчисарая, вдоль реки Кача, где сходились шоссейная и железная дороги. В полдень, после тяжелого 35 км перехода батальон занял рубеж обороны вдоль шоссе Симферополь — Севастополь на высотах юго-западнее Бахчисарая. В это же время послышалась отдаленная артиллерийская стрельба. Это вела огонь по группе Циглера береговая батарея № 54 под командованием выпускника училища старшего лейтенанта Заики И. И. Батарея располагалась на берегу моря в Николаевке.
Началом боевых действий батальона училища следует ночь с 31 октября на 1 ноября когда в район севернее Бахчисарая, в сторону станции Альма была выслана разведгруппа из 20 курсантов во главе с капитаном П. Ершиным и его заместителем лейтенантом Л. А. Ашихминым. Обнаруженные немцами разведчики приняли бой с передовым отрядом моторизованной колонны противника в 3-х км севернее Бахчисарая. В бою погибли капитан Ершин, лейтенант Ашихмин и большинство курсантов, прикрывавших отход группы. В расположение батальона вернулись в разное время только курсанты В. Платонов, К. Исялович и Стецук. Разведкой было установлено, что немцы, силой до 10 танкеток и 20 легких и средних танков с мотопехотой, двигаются по шоссе к Бахчисараю. Разведчики 16-го батальона морской пехоты обнаружили на улицах Бахчисарая не менее 50 танков. 16-й батальон морской пехоты после тяжелого боя понес большие потери, оставил Бахчисарай и отошел за правый фланг курсантского батальона.
Утром 1 ноября противник при поддержке авиации провёл артподготовку по позициям батальона. В 10.00 силами до двух батальонов пехоты немцы начали наступление с окраин Бахчисарая. Наступление пехоты поддерживали 15 средних танков, 30 бронемашин, 25 самолётов, 5 минометных и несколько артиллерийских батарей. Несколькими бомбовыми ударами артиллерийская батарея курсантского батальона была уничтожена, большинство личного состава было выведено из строя. Первыми приняли бой курсанты 1-й роты капитана П. Компанийца. Полковник в отставке Ройтенбурд Л. Н. вспоминал: «И вот началась первая атака врага. Гитлеровцы шли в полный рост, ведя непрерывный огонь из автоматов и пулеметов. То были отборные солдаты, у многих на мундирах блестели награды. Метким огнем курсанты отбили атаки. Только в третий раз цепь немцев вплотную подошла к нашим позициям. Курсанты выскочили из окопов и с криком „Ура“ пошли в первую в своей жизни атаку. Нас не зря учили стрельбе и рукопашному бою. Схватка была короткой, ожесточенной и беспощадной. Немцы, отстреливаясь, отступили, оставляя убитых и раненых. Мы тоже вернулись в свои окопы».
Баранов Н. Ф. вспоминал: «Рано утром налет немецких бомбардировщиков, затем атака. После боя из 14 курсантов в нашем окопе осталось в живых только 4, причем двое раненых». Особенно остервенелым был напор гитлеровцев на позиции взводов лейтенантов Б. Григоренко и К. Бондаря. Их подчиненные, 18-летние курсанты, проявили настоящую стойкость и героизм. Ребята стояли насмерть! Они гибли в бою, но прежде чем умереть, успевали вывести из строя врага. Мужественно сражался на склоне правой высоты взвод 1-й роты под командованием лейтенанта Б. Григоренко".
Сильной атаке 1 ноября подвергся 3-й взвод 1-й роты лейтенанта К. Бондаря, закрепившегося на склонах правого холма. Многие курсанты пали в этом бою смертью храбрых, погиб и их командир лейтенант К. Бондарь. В окопе остался один раненый курсант А. И. Мальцев. К нему кинулись враги, он подорвал себя противотанковой гранатой, уничтожив фашистов, пытавшихся взять его в плен.
2 ноября на позиции батальона налетали последовательно десятки самолётов противника. Атаки врага перемежались курсантскими контратаками, часто возникали рукопашные схватки. Огонь береговых батарей оказывал существенную поддержку обороняющемуся курсантскому батальону и другим морским батальонам, сражавшимся с превосходящим противником без поддержки танков и авиации. К вечеру 3 ноября в штабе батальона была получена радиограмма от контр-адмирала Г. В. Жукова: «Командиру батальона ВМУ БО. Отойти на рубеж Бельбек — совхоз Софьи Перовской». Вспоминает майор в отставке Г. Воинов: "Примерно в 20. 00, выставив боевое охранение, соблюдая тишину и маскировку, роты начали отход. В указанное время мой взвод вышел на разрушенное железнодорожное полотно и пошел в сторону Севастополя … ".
Четверо суток батальон ВМУ БО сдерживал наступление передовых частей немецкой армии. Противник, не сумев прорвать оборону курсантского батальона, обошел его по горам и повел наступление на Севастополь с Дуванкойского направления. Всего за 5 суток непрерывных боев противник потерял на участке обороны курсантского батальона до полка пехоты, несколько танков, 3 артиллерийских и 5 минометных батарей, много другой техники и вооружения. На участке обороны батальона училища было сковано до 2 полков пехоты и роты танков противника. В боях под Бахчисараем смертью храбрых пали 9 командиров, 107 курсантов и 6 краснофлотцев. Многие пропали без вести, были ранены и отправлены в тыл.
В ночь на 4 ноября батальон незаметно оторвался от противника и выдвинулся к Севастополю в Бельбекскую долину, где в совхозе имени Софьи Перовской расположился на дневной отдых. 5 ноября новый Командующий войсками Севастопольского оборонительного района генерал-майор Петров И. Е. приказал батальону занять новый оборонительный рубеж. С 5 на 6 ноября подразделения батальона заняли новый рубеж обороны вблизи хутора Мекензия и удерживали его до подхода подкрепления, не допуская наступления противника в направлении на Инкерман. Основные события развернулись у хутора Мекензия 7 ноября где батальон вел тяжелые бои. Немцам удалось овладеть хутором. Утром 8 ноября к участку прорыва прибыли 16-й батальон морской пехоты и 7-я бригада морской пехоты полковника Е. И. Жидилова, которые поставили батальону училища задачу прикрыть фланг бригады со стороны Кара-Коба. К 9 ноября части Приморской армии генерала Петрова И. Е. вошли в Севастополь и сразу были направлены на основной рубеж обороны города, который был разделен на 4 сектора. Батальон курсантов ВМУ БО оказался в 3-м секторе, в боевых порядках 25-й Чапаевской дивизии генерал-майора Коломийца Т. К., которые удерживал до 18 ноября. За 12 суток боев на Мекензиевых горах и в долине Кара-Коба смертью храбрых погибли 27 курсантов второго курса и 22 курсанта первого курса.
Выписка из донесения начальнику Главного Политуправления ВМФ армейскому комиссару 2 ранга тов. Рогову:
Донесение Политического Управления Черноморского Флота.
Об итогах боевых действий курсантского батальона ВМУ БО имени ЛКСМУ.
Одной из передовых, наиболее стойких частей, действующих на сухопутном фронте по обороне Севастополя, являлся курсантский батальон ВМУ БО. Первое боевое крещение курсанты приняли 1 ноября, вступив в бой с численно превосходящим противником под Бахчисараем. Начатый 1 ноября бой длился в течение трех дней. Все атаки противника были отбиты с большими для противника потерями (только убитых насчитывалось до 100 солдат и офицеров). Курсантский батальон, находясь с 1 по 16 ноября на передовых позициях, непрерывно участвовал в боевых действиях и показал себя как наиболее боеспособная часть, в результате чего неоднократно перебрасывался на другие участки фронта для ликвидации прорыва нашей линии обороны.
… За истекший период (с 1 по 16 ноября) в результате боевых действий курсантский батальон имеет потери:
начальствующий состав:
убитыми – 13 человек; ранеными – 5 человек; пропавшими без вести – 5 человек.
младший начальствующий состав:
убитыми – 3 человека; ранеными – 6 человек; пропавшими без вести – 2 человека.
курсантский состав:
убитыми – 52 человека; ранеными – 96 человек; пропавшими без вести – 122 человека.
всего по батальону:
убитыми – 68 человек; ранеными – 107 человек; пропавшими без вести – 129 человек.
Итого – 304 человека.
129 человек, без вести пропавших, это люди, которые не возвратились с боя, с разведки, боевого охранения. Предполагают, что все они убиты. 
Курсантский батальон ВМУ БО, действующий в системе обороны Севастополя, с возложенной на него задачей справился с честью.
Начальник Политуправления ЧФ дивизионный комиссар П. Бондаренко
Приказом Командующего ЧФ от 17 ноября 1941 года 152 выжившим курсантам 2 курса берегового отдела было присвоено воинское звание «младший лейтенант». Это был единственный в истории училища «фронтовой» выпуск. Этим же приказом 200 курсантам 1 курса было присвоено воинское звание «сержант». По решению Военного Совета ЧФ 3 курсантские роты 1 курса в количестве 417 человек под командованием лейтенантов Г. М. Воинова, Ф. И. Иноземцева и М. В. Пигалева временно перешли в подчинение командиру 105-го отдельного саперного батальона 25-й Чапаевской дивизии.
В ночь с 17 на 18 ноября, когда положение под Севастополем стабилизировалось, по решению Военного Совета ЧФ были сняты с передовой и отправлены в расположение училища начальствующий и преподавательский состав, а также взвод курсантов, которому надлежало подготовить для эвакуации в Баку технику, оборудование и имущество училища. В 8.15 18 ноября взвод курсантов и постоянный состав училища произвели посадку на теплоход «Украина», который вышел из Севастополя и взял курс на Батуми.

### Отражение второго штурма
После некоторых перемещений 105-й отдельный саперный батальон с 3 курсантскими ротами занял позиции на правом фланге 3-го сектора обороны Севастополя в самом северо-западном углу долины Кара-Коба. В декабре 1941 года немецкое командование предприняло вторую попытку штурмом овладеть Севастополем. В первых числах декабря 1941 года командиру взвода разведки младшему лейтенанту В. И. Соколову была поставлена задача: организовать на высоте 67.1 боевое охранение. Левое крыло наступающего противника вышло на позиций курсантских рот. В первые же часы штурма немцы отсекли боевое охранение. Курсанты стойко обороняли высоту. Противник бросил против курсантского взвода до роты солдат. Когда боезапас был на исходе, младший лейтенант В. Соколов приказал личному составу взвода отходить, а сам с несколькими курсантами остался прикрывать отход. В неравном бою смертью храбрых пали все бойцы прикрытия младший лейтенант Соколов, будучи тяжело раненым, попал в плен и был зверски замучен фашистами. Вечером, сбросив противника с высоты, курсанты обнаружили изуродованное тело своего командира и своих товарищей. За героизм, стойкость и мужество младший лейтенант Владимир Соколов посмертно награждён орденом Отечественной войны 1 степени. После войны на месте гибели младшего лейтенанта В. Соколова и его товарищей в долине Кара-Коба установлен памятник, а на территории воинской части — бюст героя.
14 февраля 1942 года по решению Военного Совета ЧФ курсантов ВМУ БО имени ЛКСМУ, воевавших в составе 25-й Чапаевской дивизии, сняли с фронта. В живых из 417 их осталось на то время всего 112 человек. 17 февраля в 19.00 теплоход «Белосток», имея на борту около 300 раненых и курсантов училища, вышел из Севастополя. 24 февраля курсанты, в сопровождении лейтенанта Г. Воинова, прибыли в Ленкорань. В боях под Севастополем за период с 30 октября 1941 года по 17 февраля 1942 года геройски погибли 521 курсант и командир из 1171 человека батальона ВМУ БО имени ЛКСМУ. При въезде в Севастополь, на 13 километре Симферопольского шоссе, стоит памятный знак курсантам ВМУ БО имени ЛКСМУ, которые первыми встали на защиту города Севастополя от фашистских захватчиков. На знаке надпись: «Вечная слава героям, павшим в боях за Советскую Отчизну».

## Эвакуация в Баку и участие в боях при обороне Кавказа

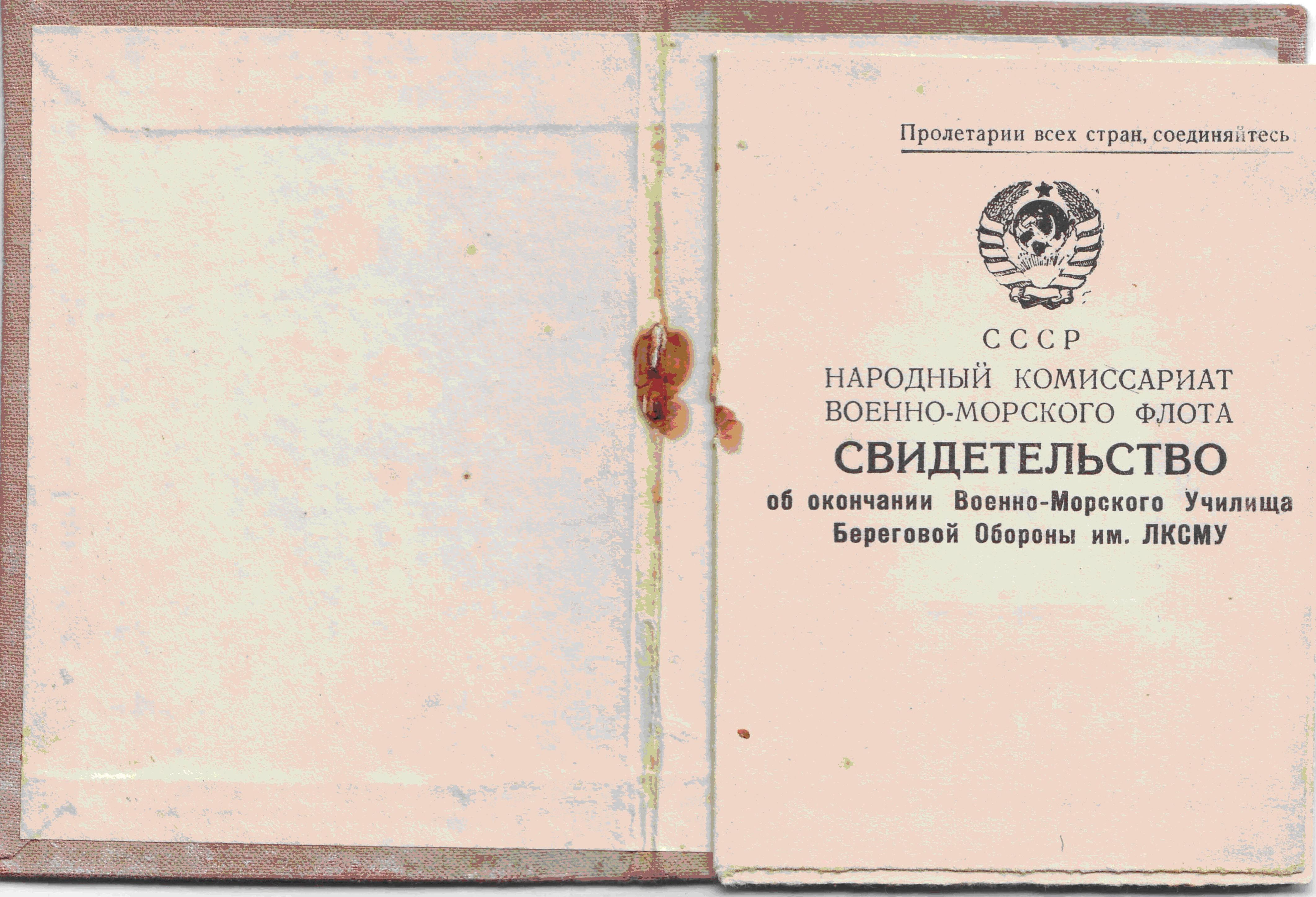
Свидетельство об окончании ВМУ БО имени ЛКСМУ курсанта Кочкарёва Глеба Андреевича, Ленкорань, 1943

С декабря 1941 года по январь 1942 года начальствующий состав и взвод курсантов ВМУ БО имени ЛКСМУ размещались в пригороде города Баку, на территории Каспийского ВМУ, так как военный городок в Ленкорани был занят пограничным отрядом. В первую очередь в училище продолжилось обучение роты младших лейтенантов — береговых и корабельных артиллеристов, а по сути вчерашних курсантов 2 курса. Со второй половины января училище перебазировался из Баку в Ленкорань. Стал налаживаться плановый учебный процесс. Одновременно курсанты несли патрульную службу, охраняли железнодорожный вокзал. 20 января 1942 года из Севастополя в училище прибыл 21 курсант-ускоренник. В июле 1942 года в Ленкорани состоялся первый выпуск командиров ВМФ по ускоренной программе.
Летом 1942 года под Сталинградом и на Кавказе сложилась тяжелая обстановка. 12 августа 1942 года приказом Наркома ВМФ адмирала Кузнецова Н. Г. начальнику ВМУ БО капитану 2 ранга Карандасову П. Л. предписывалось сформировать из курсантов училища боевой отряд. В состав отряда были включены 106 курсантов набора 1942 года и 95 курсантов, возвратившихся в училище с фронта. Вместе с курсантами Ейского училища морской авиации они составили 3-ю роту батальона моряков-автоматчиков и разведывательный взвод, которые готовились к отправке в распоряжение Командующего Сталинградским фронтом. Вторая группа передавалась на Черноморский флот во вновь формируемые соединения малых кораблей. Из числа курсантов боевого отряда ВМУ БО был сформирован истребительный противотанковый дивизион в составе 2-х батарей 45-мм противотанковых пушек и 2- х рот противотанковых ружей, под общим командованием капитана Престинского М. А. Позже этот дивизион дополнительно получил ещё 37-мм батарею.
Батальон курсантов, в который кроме боевого отряда ВМУ БО вошли курсанты других военно-морских училищ, вскоре вошел в состав 34- й стрелковой бригады. После непродолжительной подготовки бригада была направлена в район города Орджоникидзе. 19 октября 1942 года бригада прибыла на станцию Карабулакская, в 35 км севернее Орджоникидзе, и вошла в состав 11-го гвардейского стрелкового корпуса, командир Герой Советского Союза генерал-майор И. П. Рослый. 27 октября части корпуса были направлены на передовые позиции. Батальон курсантов-автоматчиков после тяжелого, 60-ти км перехода прибыл к месту своего назначения — селению Майрамадаг и занял оборону по реке Фиагдон. К правому флангу примыкала 62-я морская стрелковая бригада. Боевые действия корпуса сыграли важную роль в Нальчикской оборонительной операции. Курсанты училища преградили путь врагу к Военно-грузинской дороге.
В книге «Битва за Кавказ» Маршал Советского Союза А. А. Гречко пишет: «На пути продвижения немецко-фашистских войск в Суарское ущелье находилось селение Майрамадаг, где держали оборону морские пехотинцы 34-й отдельной бригады, сформированной из курсантов военноморских училищ. Более 10-и дней отважные моряки геройски отстаивали важный рубеж. Но особенно жестокий бой за Майрамадаг разгорелся 9 ноября 1942 года. Враг бросил в этот день к Майрамадагу 2-ю румынскую горно-стрелковую дивизию и немецкий полк „Бранденбург“. Их поддерживали артиллерия и до 60 танков генерала Клейста. Силы были явно неравны — десять гитлеровцев против одного советского бойца … и все-таки моряки выстояли!» .
В дальнейшем, в составе 34-й морской стрелковой бригады, а затем 301-й стрелковой дивизии 3-го формирования курсанты ВМУ БО имени ЛКСМУ принимали активное участие в боях за освобождение населенных пунктов Северного Кавказа, Кубани, Донбасса, юга Украины, Молдавии. Участвовали в разгроме Ясско-Кишиневской группировки противника, сражались на территории Польши и на подступах к Берлину. Образцы мужества показывал 337-й истребительно-противотанковый дивизион. Герой Советского Союза генерал-майор В. С. Антонов в своей книге «Путь к Берлину» писал: «Морским бастионом» прозвали наши солдаты истребительно-противотанковый дивизион, укомплектованный курсантами Севастопольского училища им. ЛКСМУ. Это были отличные мастера своего дела. Все знали, что там, где стоит «морской бастион», танки противника не пройдут. Без преувеличения скажу, что курсанты-севастопольцы были костяком, гордостью и славой дивизии, но не многим суждено было дойти до Берлина". За проявленное мужество и отвагу в боях с противником истребительно-противотанковый дивизион был награждён орденом «Александра Невского». За особо активные действия в боях за Берлин дивизиону присвоено наименование «Берлинский». В штурме Берлина в 1945 году приняли участие лишь 17 курсантов ВМУ БО из 201, которые в августе 1942 году были откомандированы для укомплектования 34-й стрелковой бригады. В Берлине погиб курсант И. Шкоков. На подступах к Берлину погиб курсант В. Лоза. На кораблях речных флотилий дошли до Берлина курсанты-участники обороны Севастополя лейтенанты А. Теленков и А. Жуков.

## Эвакуация в восточные районы

### На станции Танхой на Байкале
Когда обстановка на Кавказе осложнилась и немцы рвались к нефтеносным районам Грозного и Баку. Училище в полном составе готовилось к выходу на оборону Кавказа. В конце октября 1942 года все училище было поднято по боевой тревоге, на построении был зачитан приказ о передислокации ВМУ БО вглубь страны. Курсанты и преподаватели приступили к погрузке оборудования и имущества училища. Эшелон из Ленкорани в Баку отправился в ноябре 1942 года. В Баку училище погрузилось на верхнюю палубу танкера, идущего с питьевой водой в Красноводск. В Красноводске после выгрузки курсанты, командиры и преподаватели с семьями расположились в палатках, около 2 недель училище ожидало свой эшелон. Преподаватели читали лекции курсантам по специальности. Начальником эшелона был назначен полковник Костышин В. А. Эшелон шел как литерный вдоль всего южного побережья озера Байкал и остановился на станции Танхой, которая встретила морозами и пронизывающим ветром. В стороне от поселка Танхой, на берегу озера Байкала, стояло несколько старых бараков с одной входной дверью и несколькими узкими окнами под потолком, где ранее содержали заключенных. Один барак был приспособлен под столовую, а остальные под спальные помещения, где во всю длину стояли двухъярусные нары. Командиры и преподаватели с семьями разместились в пустующих домах поселка, там же оборудовали учебные помещения. Учёба продолжалась ежедневно по 6 — 8 часов. Вечерами в этих помещениях организовывалась самоподготовка. Поскольку учебные помещения находились на расстоянии 2 — 3 километров от бараков, то курсантам ежедневно приходилось проделывать путь примерно в 15 километров.
В январе 1943 года в Танхое был проведен досрочный выпуск 19 курсантов — связистов. В конце января 1943 года курсантам был объявлен Указ Верховного Совета СССР, в соответствии с которым в армии и на флоте вводились погоны, новые воинские звания и категория «офицер». В феврале 1943 года личный состав училища переодели в морскую форму. Несмотря на трудности, отсутствие нучебных помещений, в мае 1943 года все курсанты успешно сдали курсовые экзамены, а 70 % выпускников сдали государственные экзамены на «хорошо» и «отлично». В Танхое, на озере Байкал, не было возможности обеспечить нормальную подготовку курсантов-артиллеристов, в связи с чем командование ВМФ приняло решение о перебазировании ВМУ БО имени ЛКСМУ на морское побережье в город Владивосток.

### Во Владивостоке
В начале октября 1943 года из Танхоя во Владивосток прибыл эшелон с оборудованием и имуществом, прибыли командиры и преподаватели училища. Училищу был выделен военный городок убывшей на фронт стрелковой дивизии. Строения военного городка размещались между 2 сопками на шестом километре от Владивостока по дороге в бухту Горностай. В состав военного городка входили несколько казарм постройки 1904—1906 годов, солдатская столовая, клуб, баня, жилые дома для семей командного состава, преподавателей и другие постройки. Все постройки находились в хорошем состоянии. К 10 октября 1943 года был построен двухэтажный учебный корпус.
В конце 1943 года начальником училища вместо капитана 2 ранга Карандасова П. Л. был повторно назначен на тот момент уже генерал-майор артиллерии И. А. Большаков. Действующие отделения по специальностям подготовки были расширены до отделов. По представлению Военного Совета Черноморского флота 22 января 1944 года Военно-морское училище береговой обороны имени ЛКСМУ было удостоено высокой правительственной награды — ордена Красного Знамени. Приказом Наркома ВМФ № 32 от 27 января 1944 года училище стало именоваться «Краснознаменное училище береговой обороны Военно-Морского Флота имени ЛКСМУ». Вручение высокой награды училища состоялось 19 октября 1944 г.
В июне 1945 года курсанты старших курсов после сдачи курсовых экзаменов выехали на стажировку, но в начале июля их отозвали в училище для досрочной сдачи Государственных экзаменов, а 6 июля пришел приказ о досрочном выпуске лейтенантов без сдачи Государственных экзаменов. Советское правительство 9 августа 1945 года объявило войну империалистической Японии. К этому времени с запада на Дальний восток были переброшены опытные войска, прошедшие отличную военную школу в боях с фашистами. В войне с империалистической Японией участвовали войска Дальневосточного военного округа, Тихоокеанский флот и Краснознаменная Амурская флотилия. На береговых батареях и корабельной артиллерии Тихоокеанского флота и Краснознаменной Амурской флотилии проходили службу и командовали батареями выпускники КУБО ВМФ разных лет.

## Передислокация в Ригу
После завершения войны перед училищем встала задача организовать учебный процесс, но условия функционирования училища во Владивостоке были неблагоприятные. После посещения развалин училища в Севастополе и получив доклад о состоянии училища во Владивостоке Нарком ВМФ адмирал флота СССР Кузнецов Н. Г. поставил задачу решить этот вопрос своему заместителю адмиралу Исакову И. С. Командование училища поручило полковнику Костышину В. А. более подробно доложить о состоянии дел в училище адмиралу Исакову И. С. в Москве. Выслушав доклад адмирал Исаков И. С. приказал Костышину В. А. выехать в Ригу, одновременно написав сопроводительное письмо председателю Совета Министров Латвийской ССР Вилису Лацису. В Риге полковник Костышин В. А. попал на прием к В. Лацису. Прочитав письмо адмирала Исакова И. С. и выслушав доклад полковника Костышина, В. Лацис сказал: «Ищите помещения для училища. Мы Вас поддержим!». Вскоре все подобранные Костышиным В. А. помещения были переданы училищу. Вскоре в училище вернулись преподаватели: с Дунайской флотилии — подполковник Пасмуров Я. Д., с Чёрного моря — майор Желудько П. И., с Северного флота — подполковник Космачев П. Ф., с ТОФа — майор Почтарев Т. А. и ряд других офицеров. 14 сентября 1945 года Нарком ВМФ адмирал флота СССР Кузнецов Н. Г. подписал решение № 0190 «О перебазировании Краснознаменного училища береговой обороны Военно-Морского Флота в город Ригу и формировании Училища связи ВМФ и Технического минно-артиллерийского училища ВМФ».
Решение Наркома ВМФ разделило КУБО ВМФ имени ЛКСМУ на три училища по направлениям подготовки, с размещением в городах: Риге — КУБО ВМФ (ВКУБА ВМФ), в Петродворце — УС ВМФ (ВВМУС, ВВМУРЭ имени А. С. Попова) и в Кронштадте — Технического минно-артиллерийского училища ВМФ. Срок отправки новых учебных формирований ВМФ из Владивостока устанавливался до 1 октября 1945 года. О перебазировании КУБО ВМФ в отделах узнали только в конце октября 1945 года. Первыми в Ригу убыли артиллеристы, а спустя некоторое время связисты и техники.
В связи с реорганизацией, приказом Наркома ВМФ от 9 февраля 1946 года «Краснознаменное училище береговой обороны ВМФ имени ЛКСМУ» было переименовано в «Краснознаменное артиллерийское училище береговой обороны ВМФ». С 15 февраля 1946 года в училище начались учебные занятия по подготовке офицеров береговой артиллерии. В связи с созданием Военно-Морских сил в составе Наркомата Вооруженных сил Указом Президиума Верховного Совета СССР от 25 февраля 1946 года училище было переименовано в «Краснознаменное артиллерийское училище береговой обороны ВМС». С 1 июня 1946 года в училище был восстановлен довоенный срок обучения — 4 года. При училище были организованы Курсы специальной подготовки офицерского состава со сроком обучения 10 месяцев. Впоследствии через эти курсы прошли офицеры береговой артиллерии дружеских Советскому Союзу стран: Северной Кореи, Китая, Югославии, Болгарии, Албании и Вьетнама. В училище были открыты отделения стационарной береговой артиллерии, железнодорожной береговой артиллерии, береговой артиллерии на механической тяге, артиллерийских инструментальных разведчиков и артиллерийских корректировщиков.
Служить выпускникам училища приходилось на береговых батареях стационарных, железнодорожных и на механической тяге калибра от 45 мм до 406 мм. Недалеко от Риги, рядом с устьем реки Даугавы на острове Мангали был оборудован палаточный лагерь для прохождения курсантами курса молодого бойца до принятия военной присяги. Здесь же проходила летняя практика курсантов 1 и 2 курсов. Основой базы служил отдельный кадровый учебный артиллерийский дивизион, в который входила четырёхорудийная 130-мм стационарная батарея, четырёхорудийная 45-мм стационарная батарея и 85-мм полевая артиллерийская батарея на механической тяге.
В августе 1946 года в Риге состоялся первый ускоренный выпуск лейтенантов из училища. 28 декабря 1950 года в училище были образованы Высшие курсы офицерского состава береговой артиллерии и морской пехоты со сроком обучения 11 месяцев. 12 октября 1951 года состоялся 1 выпуск слушателей Высших курсов офицерского состава береговой артиллерии и морской пехоты ВМС из училища. В связи с тем, что в устье Даугавы развертывалась бригада торпедных катеров, было принято решение в 1952 году курсантский лагерь и учебный артиллерийский дивизион училища перенести с острова Мангали на побережье Рижского залива, рядом с устьем речки Лиласте и железнодорожной станцией Лиласте. В 1952 году в училище были разработаны новые учебные планы и программы. Увеличивалось количество часов по военно-морской, общенаучной и общетехнической подготовке, программа стала соответствовать обучению в Высшем ВМУ. В связи с этим постановлением Совета Министров СССР от 28 сентября 1954 года КАУБО ВМФ было преобразовано в Высшее учебное заведение первой категории. Приказом Главнокомандующего ВМФ от 11 октября 1954 года училище переименовано в «Высшее Краснознаменное училище береговой артиллерии ВМФ». Ранее выданные выпускникам училища дипломы, начиная с 1947 года, были заменены на дипломы Высшего военного учебного заведения. Была поставлена задача переработать учебные планы и программы и повысить квалификацию самих преподавателей. Ученую степень кандидата наук к тому времени в училище имели 6 человек. За 27 лет своего существования в училище было подготовлено 12 докторов технических и военно-морских наук, 1 доктор физико-математических наук и 40 кандидатов военно-морских, военных, технических, педагогических, исторических и философских наук.
Одним из последних «севастопольских» курсантов училища был полковник в отставке, участник обороны Севастополя Иван Мацигор (1922—2018).

## Реорганизация
21 июля 1958 года Училище береговой артиллерии было передано из состава Военно-Морского Флота в подчинение Заместителя министра обороны СССР по специальному вооружению и реактивной технике и реорганизовано в Рижское высшее Краснознаменное артиллерийское инженерное училище (РВКАИУ).

## Герои Советского Союза
- Великий, Виктор Иванович - выпуск 1940 года
- Желваков, Иван Михайлович - выпуск 1942 года
- Калинин, Михаил Михайлович - выпуск 1939 года
- Шумейко, Пётр Иванович - выпуск 1936 года

## Память
Курсантам и преподавателям училища посвящено несколько памятных знаков:
- На месте первого боя - Мемориал курсантам военно-морского училища береговой обороны имени ЛКСМУ, Бахчисарайский район, Мостовое, ул. Мичурина, район холма и водохранилища Эгиз-оба 44°43′47″ с. ш. 33°49′16″ в. д.HGЯO. Надпись Вечная Слава Героям Здесь вели бои с немецко-фашистскими захватчиками в первые дни обороны Севастополя 1941-42 гг. курсанты военно-морского училища БО им. ЛКСМУ.[18] Объект культурного наследия народов РФ регионального значения. Рег. № 911710945960005 (ЕГРОКН)
- Братская могила курсантов Военно-морского училища береговой обороны ЛКСМУ, 1941 г. Широчин Павел, Ермаков Анатолий, Варнаков Николай, Сон Семен, Бахчисарайский район, Мостовое 44°43′53″ с. ш. 33°49′00″ в. д.HGЯO  Объект культурного наследия народов РФ регионального значения. Рег. № 911710945860005 (ЕГРОКН)
- Памятник Личному Составу Училища Береговой Обороны, Севастополь, Мекензиевы горы, 13-й км Симферопольского шоссе  44°37′50″ с. ш. 33°35′51″ в. д.HGЯO  Объект культурного наследия народов РФ регионального значения. Рег. № 921711305450005 (ЕГРОКН)
- Памятник на месте подвига курсантов взвода младшего лейтенанта В. И. Соколова, Севастополь, Мекензиевы горы 44°36′16″ с. ш. 33°40′18″ в. д.HGЯO